# Jenišovice (Křivsoudov)
Jenišovice (německy Jenischowitz) je samota, část městyse Křivsoudov v okrese Benešov. Nachází se asi 1,5 km na jihozápad od Křivsoudova. V roce 2009 zde byly evidovány dvě adresy.
Jenišovice leží v katastrálním území Křivsoudov o výměře 13,66 km².

## Historie
První písemná zmínka o vesnici pochází z roku 1289.